# Meedenerdiep

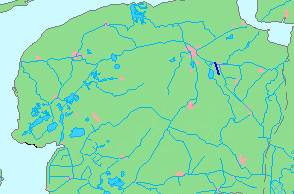
Locatie

Meedenerdiep (van meede; zie: made) of Muntendammerdiep is het kanaal gelegen tussen Veendam en het Winschoterdiep bij Zuidbroek.
Het kanaal is het enige niet gegraven kanaal ter wereld. In plaats daarvan zijn twee dijken aangelegd, waarbinnen het water zich bevindt. De bodemhoogte van het kanaal is dus gelijk aan de hoogte van het maaiveld van het omringende land.
Behalve Veendam en Zuidbroek liggen ook Muntendam en de twee streekjes Tussenklappen en Tusschenloegen aan het kanaal.

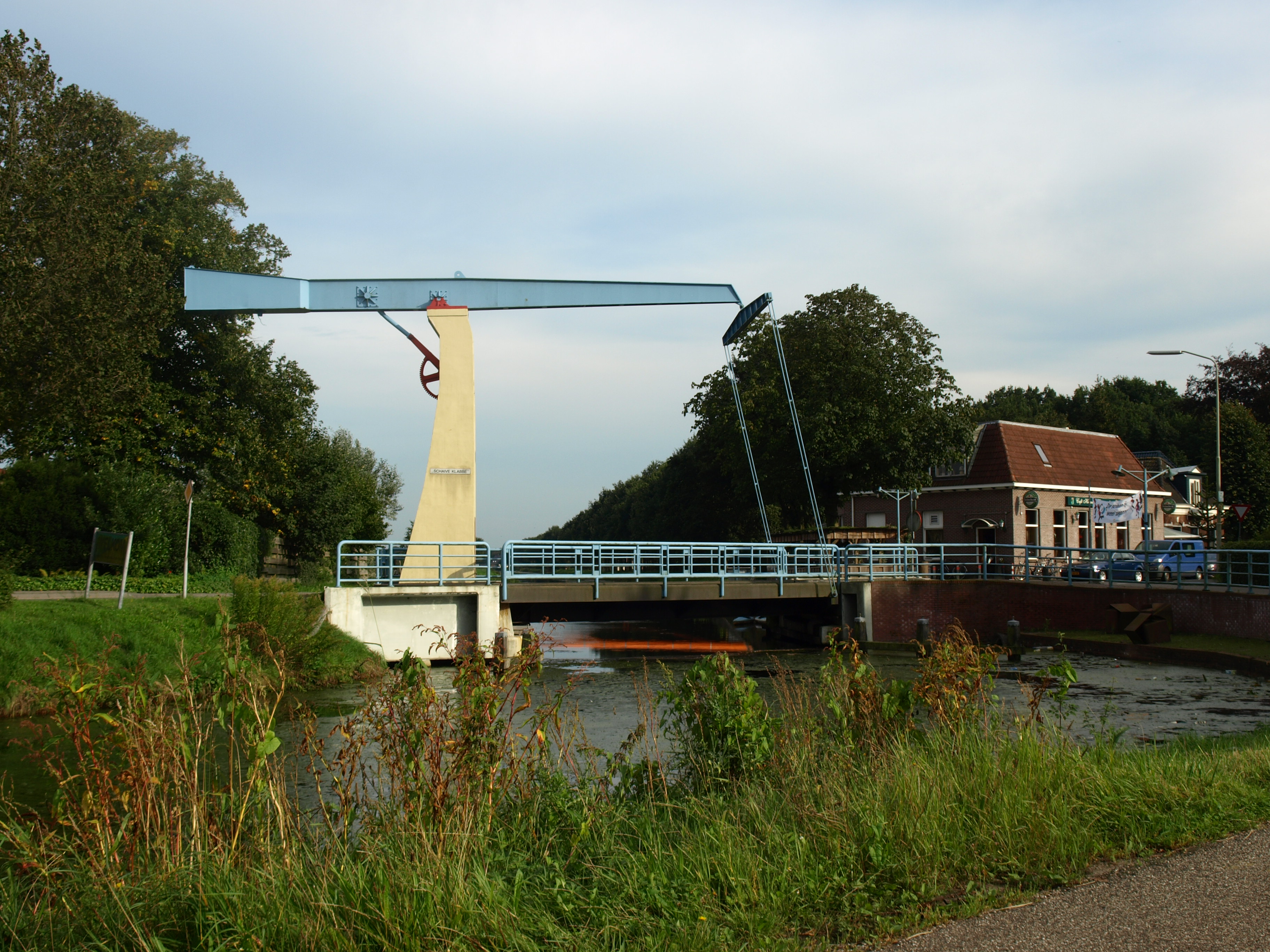
Ophaalbrug Schaive Klabbe over het diep bij Muntendam